# Trachysphaera apenninorum
Trachysphaera apenninorum är en mångfotingart som först beskrevs av Karl Wilhelm Verhoeff 1908.  Trachysphaera apenninorum ingår i släktet Trachysphaera och familjen Doderiidae. Inga underarter finns listade i Catalogue of Life.